# Gaverina Terme
Gaverina Terme [ɡaveˈriːna ˈtɛrme] (Gaerina [ɡaɛˈɾina] in dialetto bergamasco) è un comune italiano di 895 abitanti della provincia di Bergamo in Lombardia.
Situato in una valletta sulla destra orografica della Val Cavallina, dista circa 26 chilometri ad est dal capoluogo orobico.

## Storia
Le prime notizie riguardanti il paese risalgono all'epoca medievale, prima della quale il territorio era interessato soltanto da insediamenti sparsi. Tuttavia recenti studi farebbero risalire l'origine del toponimo all'età preromana, quando sui territori della bergamasca si insediarono i Galli Cenomani: si tratta comunque solo di ipotesi, non suffragate da ritrovamenti specifici o elementi concreti.
La storia documentata invece racconta di ripetuti scontri avvenuti sul territorio nel pieno dell'età medievale, quando in tutta la provincia bergamasca imperversavano le battaglie fratricide tra guelfi e ghibellini. Gaverina si trovò coinvolta in modo particolare dato che sull'attuale territorio comunale si trovavano due importanti famiglie, appartenenti ai due schieramenti: nel borgo di Gaverina abitava la famiglia ghibellina dei Giovannelli, mentre nella frazione Piano (in quel periodo separata amministrativamente), posta più a valle, stazionavano i Suardi che assoggettavano gran parte della val Cavallina.
Di conseguenza sul territorio vennero costruiti numerosi edifici difensivi volti a proteggere i possedimenti e la popolazione stessa, tra i quali ancor oggi spicca la Torre Suardi. Questa situazione di profonda instabilità sociale e politica terminò con l'arrivo, nel XV secolo, della Repubblica di Venezia, che emanò una serie di leggi volte ad equilibrare la situazione ed a migliorare la condizione economica degli abitanti di queste zone martoriate da secoli di battaglie.
Da questo momento nel paese non si verificarono episodi di rilievo, tanto che Gaverina seguì le sorti politiche del resto della valle. A livello amministrativo è importante annotare che dal periodo della Serenissima i due comuni di Gaverina e Piano furono riuniti in un'unica entità chiamata inizialmente Gaverina con Piano, per assumere poi, nel corso del XX secolo, l'attuale denominazione di Gaverina Terme. Questo grazie alla presenza sul territorio comunale di impianti di imbottigliamento delle acque ed allo sfruttamento termale delle stesse che scaturiscono copiose dal sottosuolo.

### Simboli
Lo stemma e il gonfalone sono stati concessi con decreto del presidente della Repubblica del 29 febbraio 1992.
Lo sfondo azzurro simboleggia il lago di Endine; le quattro stelle rappresentano le frazioni del paese: Fonti, Trate, Gaverina e Piano. La fontana di rosso fa riferimento alla determinante del nome del paese: le terme, istituite all’inizio del secolo scorso e ancora oggi fonte di ricchezza e di fama; i quattro zampilli alludono alle quattro fonti da cui scaturisce l'acqua termale: Fonte Centrale, Bassa, Molognetta e Ippocastano.
Il gonfalone è un drappo partito di rosso e di azzurro.

## Monumenti e luoghi d'interesse

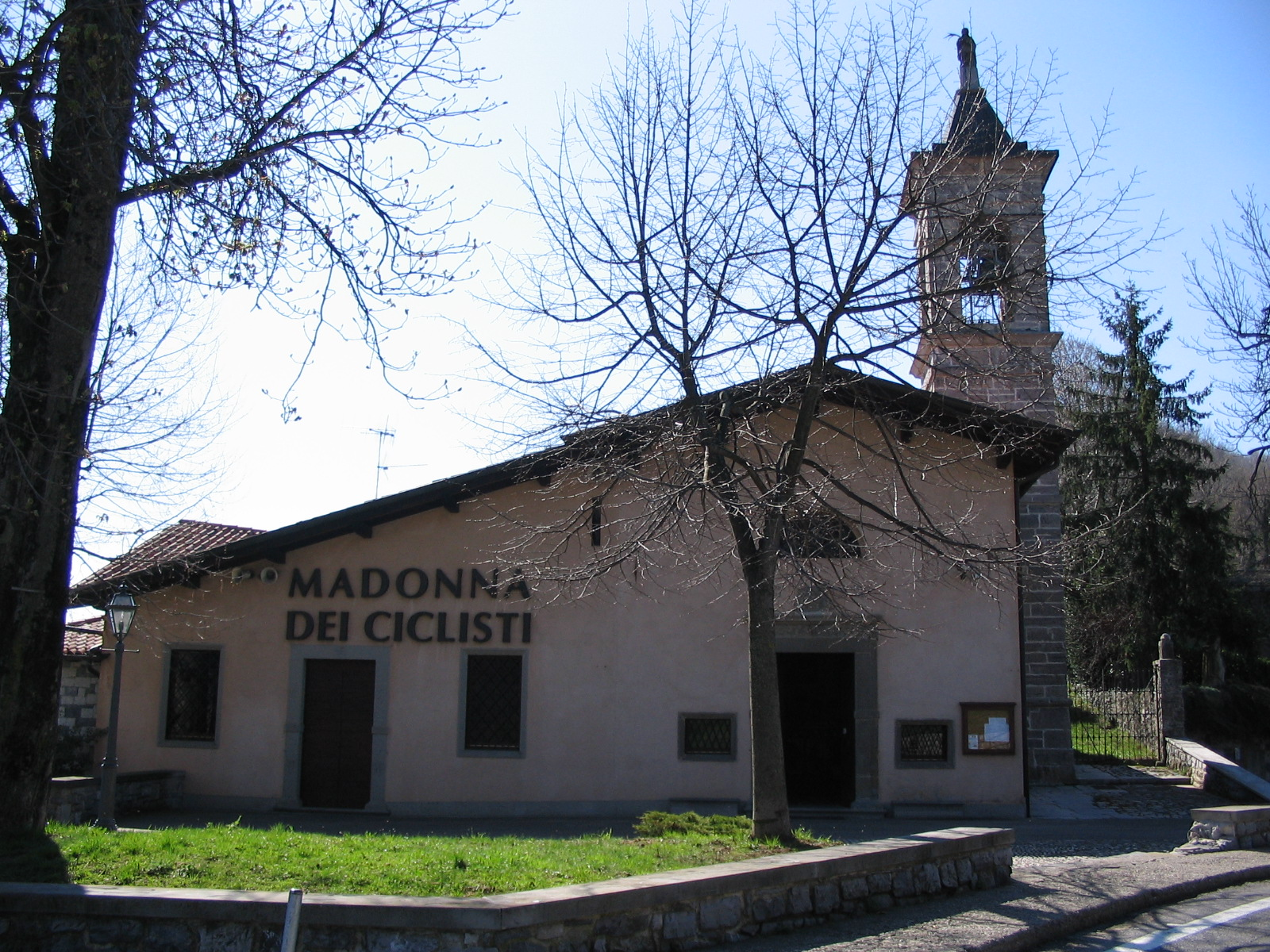
Santuario madonna dei ciclisti loc. Colle Gallo

Grazie allo sfruttamento delle acque, Gaverina Terme ha vissuto un periodo di grande splendore, testimoniato dal palazzo delle Terme, nella frazione Fonti, edificato nel 1922 in stile liberty. Vi sono anche altri edifici che catturano l'attenzione: la chiesa della Vergine Addolorata sita nella frazione Trate che, in stile barocco, conserva opere pittoriche risalenti al XVIII secolo, tra cui spicca una pala di Giovanni Carobbio; la chiesa di San Rocco, risalente al XVII secolo e situata a Gaverina su uno sperone roccioso dove un tempo sorgeva una fortificazione della famiglia Giovannelli. Al riguardo dell'epoca medievale, è visibile la torre dei Suardi, risalente al XIV secolo che svetta da una posizione dominante sull'intera zona.
Particolare importanza ricopre inoltre la chiesa parrocchiale di San Vittore Martire: edificata nel corso del XV secolo ed ampliata più volte nei secoli successivi, presenta un'architettura in stile barocco ed opere di grande valore, tra le quali spiccano quelle di Giovan Battista Moroni e del pittore genovese Lambro.
Merita infine menzione il santuario del Colle Gallo dedicato alla Madonna della Neve. Situato sull'omonimo colle a cavallo con il comune di Albino, risale al 1690 quando un pellegrino durante una sosta ebbe la visione della Madonna. Dopo un recente restauro, avvenuto nel 1990, questo luogo è diventato punto d'incontro per i ciclisti della zona, dato che la Madonna del Colle Gallo è stata eretta a loro protettrice.

## Società

### Evoluzione demografica
Abitanti censiti

## Sport
La squadra di calcio a 5 del Gaverina Terme C5 gioca il campionato amatoriale CSI della provincia di Bergamo.